# Zuko
Prins Zuko (of na de gebeurtenissen uit Sozin's Komeet ook wel Vuurheer Zuko) is een personage uit de animatieserie Avatar: The Last Airbender. Zuko is een bekwame Vuurmeester en de verbannen kroonprins van de Vuurnatie. Hij was erop uit Aang, de lang verloren Avatar, te vangen in zijn poging om zijn eer en recht op de troon te herstellen. Hij wil zich bewijzen aan zijn vader, Vuurheer Ozai. Hij wordt op zijn zoektocht vergezeld en geadviseerd door zijn oom Iroh en later door de rest van team avatar.
Zuko's kenmerkende karaktertrek is een groot litteken op zijn gezicht dat van zijn linkeroog naar zijn oor loopt. Zijn haar was eerst afgeschoren op een kleine paardenstaart na. Nadat hij deze had afgesneden als teken van zijn afscheiding van zijn familie in de aflevering “De Avatar Trance”, liet Zuko zijn haar gewoon groeien.

## Geschiedenis
Zuko is de enige zoon van Vuurheer Ozai en Prinses Ursa. Hierdoor is hij een afstammeling van zowel Vuurheer Sozin (van Ozais kant) als Avatar Roku (van Ursa’s kant). Vanaf een vroege leeftijd wordt Zuko geminacht door zijn vader, en is hij ook vaak het slachtoffer van zijn zus Azula’s manipulatie, minachting en verraad. Zuko's moeder gaf hem echter de voorkeur boven Azula.
Toen Zuko ongeveer elf jaar oud was, stierf zijn neef Lu Ten in de oorlog. Kort daarna, verliet Generaal Iroh, kapot van verdriet door het verlies van zijn enige kind, zijn twee jaar lange belegering van de hoofdstad van het Aarderijk, Ba Sing Se. Tijdens een audiëntie met Vuurheer Azulon schept Ozai op met Azula's talent op het gebied van Vuursturen en haar kennis van militaire strategie, waar ze beter in is dan Zuko. Azulon is niet onder de indruk van al deze oefeningen, en eist dat Ursa en de kinderen vertrekken en dat Ozai duidelijk is over de reden voor de audiëntie. Azula en Zuko luisteren Ozais en Azulons conversatie af wanneer Ozai zijn verlangen om erfgenaam te worden in plaats van Iroh uitspreekt. Hij verdedigt deze actie door erop te wijzen dat doordat Iroh overweldigd is door verdriet niet alleen zijn terugkeer uit de oorlog onzeker is geworden, maar ook dat Iroh niet langer een erfgenaam heeft om zijn bloedlijn voort te zetten. Azulon is echter woedend en verklaart kwaad dat Iroh genoeg geleden heeft, maar dat Ozais lijden nog maar net begonnen is.
Zuko rent bang weg terwijl Azula blijft kijken. Terwijl Zuko later in zijn kamer probeert te slapen, komt Azula binnen en vertelt hem spottend dat Azulons straf voor Ozai is dat Ozai Zuko moet vermoorden: de Vuurheer vindt dat zijn jongere zoon moet voelen, hoe het is om een kind te verliezen. Ursa hoort de commotie en haalt Azula weg om even te praten. Zuko blijft alleen achter en herhaalt steeds tegen zichzelf "Azula liegt altijd". Veel later die nacht wordt Zuko opnieuw wakker gemaakt, maar dit keer door zijn moeder. Ze vertelt een slaperige Zuko dat ze alles wat ze gedaan heeft, voor hem gedaan heeft en vertelt hem nooit te vergeten wie hij is, hoe de dingen ook zullen veranderen. Zuko wordt de volgende morgen wakker, herinnert zich onmiddellijk wat zich de vorige nacht heeft afgespeeld en rent in paniek door de hallen, op zoek naar zijn moeder. Hij vindt Azula die hem vertelt dat Azulon die nacht gestorven is en, terwijl ze met Zuko's parelmoeren dolk (een cadeau van Iroh) speelt, plaagt ze Zuko met het feit dat hun moeder er nu niet is om haar hem de dolk te laten teruggeven. Uiteindelijk vindt Zuko Ozai in de tuinen van het paleis en eist te weten waar Ursa is. Ozai antwoordt niet en Zuko laat zijn hoofd verslagen zakken. Op Azulons begrafenis, benoemt de wijze die de ceremonie leidt Ozai als nieuwe Vuurheer en zegt dat het Azulons stervende verzoek was dat hij door zijn tweede zoon werd opgevolgd.
Jaren later staat Iroh een aandringende, dertien jaar oude Zuko toe in een oorlogsraad met Ozai en een groep van zijn generaals. Zuko negeert Irohs instructies om niet te spreken tijdens de vergadering, als een generaal een plan voorlegt om een hele divisie nieuwe rekruten als afleiding op te offeren. Zuko spreekt er tegen in omdat hij het als een verraad ziet van de vaderlandsliefde van de rekruten. Deze ongehoorzaamheid is een grote belediging en Ozai eist dat Zuko deelneemt in een Agni Kai (vuur duel). Zuko gaat akkoord, zich er niet van bewust dat hij het moet opnemen tegen zijn vader en niet de generaal, die hij beledigd heeft. Wanneer hij zich omdraait om zijn tegenstander te aanschouwen, heeft Zuko onmiddellijk berouw en valt op zijn knieën. Hij weigert te vechten en met tranen in zijn ogen smeekt hij zijn vader om vergeving. Ozai verklaart dat Zuko’s weigering om te vechten een teken van lafheid en een oneervol vertoon is, en zegt dat "hij respect zal leren, en lijden zal zijn leraar zijn." Ozai verbrandt dan Zuko's gezicht (wat hem zijn litteken geeft), ontneemt hem zijn geboorterecht en verbant hem uit zijn geliefde vaderland. Hij verklaart dat hij alleen kan terugkeren als hij in staat is de Avatar, die honderd jaar geleden verdween, te vinden en te vangen. Een onmogelijke missie, maar wel een waar Zuko zich wanhopig aan vastklampt als de enige hoop om alles wat hij verloren heeft, terug te winnen.

#### Het litteken
Na het duel met zijn vader, blijft, als Zuko’s gezonde oog zich helemaal opent, het oog met het litteken altijd gedeeltelijk gesloten. Dit betekent dat de oogspieren beschadigd zijn. Toch kan Zuko nog met dit oog zien. De verlamming van Zuko's oog is te zien op het eind van de aflevering "De Avatar en de Vuurheer" wanneer Zuko te weten komt dat hij een afstammeling is van Avatar Roku. Zijn gezonde rechteroog wordt groot van schrik, terwijl zijn linkeroog zich nauwelijks opent.
In eerste instantie werd ook aangenomen dat de traanklieren van zijn linkeroog beschadigd waren. Wanneer Zuko huilt op het eind van de aflevering "Bitter Hard Werken", komen er geen tranen uit zijn oog met het litteken. Echter, in "Sozin's Komeet Deel 2, De Oude Meester" komen er wel tranen uit zijn beide ogen wanneer hij weer herenigd wordt met zijn oom Iroh.

## Verhaal

### Boek 1: Water
Iroh vergezelt Zuko tijdens zijn verbanning en het paar besteedt meer dan twee jaar op zee met een klein schip en bemanning op zoek naar de Avatar. De bemanningsleden zijn geen koninklijke bewakers of speciale troepen en kunnen net zo goed zelf verbannen zijn of bereid te werken onder de populaire Generaal Iroh. Ze waren vaak niet blij onder Zuko maar volgden zijn bevelen. Iroh ziet de zoektocht meer als een lange vakantie.
Wanneer Zuko eindelijk de Avatar vindt op de Zuidpool, in het gezelschap van de resten van de Zuidelijke Waterstam, is hij geschokt en teleurgesteld als hij ontdekt dat de Avatar slechts een twaalf jaar oude jongen is. Echter, wanneer Aang (met de hulp van Sokka en Katara) aan Zuko ontsnapt, zweert hij hem nooit meer te onderschatten. Kort na deze eerste ontmoeting, legt Zuko aan in een haven beheerst door Commandant Zhao om de schade aan het schip te herstellen. Door Zuko’s bemanning te ondervragen, ontdekt Zhao dat de Avatar is teruggekeerd en wil hem zelf vangen. Dit conflict resulteert in een Agni Kai, waarin Zuko Zhao verslaat. Zhao blijft Zuko's bittere rivaal in zijn missie om Aang te vangen doorheen heel Boek 1.
Na "De Avatar keert terug" heeft Zuko verschillende ontmoetingen met Aang. Een van de significantste vindt plaats in “De Blauwe Geest” wanneer Zuko het alter ego van de Blauwe Geest aanneemt, een gemaskerde zwaardvechter om een gevangene van Zhao te redden. Omdat Aang aanneemt dat de stille krijger een nieuwe bondgenoot is, werken hij en Zuko goed samen in hun poging uit het fort te ontsnappen. Nadat Zuko bewusteloos is geslagen, verwijdert Aang het masker en ontdekt zijn ware identiteit. Echter, Aang neemt de bewusteloze Zuko met zich mee als hij ontsnapt en redt hem van Zhao en de wegens verraad die gevolgd zouden hebben. Als Zuko ontwaakt, maakt Aang een gebaar van vriendschap naar hem, waarop Zuko’s enige antwoord een vuurschot is.
Tijdens "Bato van de Waterstam" ontmoet Zuko de premiejager June en haar Shirshu die zijn schip binnendringen op zoek naar een verstekeling. June vertelt hem dat haar Shirshu een geur van kilometers kan oppikken door aan een voorwerp te ruiken. Zuko schakelt haar hulp in (om de schade aan zijn schip te vergoeden) en gebruikt Katara's ketting om haar geur te volgen en zo Aang te vinden. Zuko eindigt in een een-op-een gevecht met Aang, maar wordt verslagen wanneer Sokka een plan bedenkt om de Shirshu te verblinden door zijn geurzintuigen te overladen. De Shirshu verliest controle en met zijn giftige tong verlamt hij zowel Zuko als June. Iroh doet alsof hij verlamd is om dicht bij June te zijn. Hij gebaart Zuko stil te zijn wanneer deze dit ontdekt.
Op het einde van seizoen een rekruteert Zhao de soldaten onder Zuko’s bevel, zodat hij niet opnieuw in de weg zit. Wanneer hij de zwaarden aan Zuko’s muur ziet, weet hij dat Zuko de Blauwe Geest is en huurt een bende piraten in om Zuko te vermoorden. De piraten blazen Zuko’s schip op, maar hij overleeft het. Met Irohs hulp, infiltreert Zuko Zhao’s bemanning als een soldaat en gaat mee op diens tocht naar de Noordpool om de Noorder Waterstam te belegeren.
Eenmaal op de Noordpool, sluipt Zuko de stad in. Na een gevecht met Katara, slaagt Zuko erin Aang van haar te kidnappen, terwijl de Avatar in een meditatie trance is. Zijn geest is in de Geestenwereld in een poging hulp te zoeken tegen Zhao’s troepen. Zuko ontsnapt met Aang in een sneeuwstorm, maar wordt gevonden door Katara, Sokka, en Prinses Yue kort nadat Aang ontwaakt. Aang redt Zuko’s leven voor een tweede keer, door erop te staan dat ze hem meenemen in plaats van hem bewusteloos in de sneeuw achter te laten. Terug in de stad van de Noorder Waterstam ontsnapt Zuko terwijl Aang en zijn bondgenoten afgeleid zijn door Zhao’s aanval op de Maan Geest, Tui. Zuko komt Zhao tegen, die ook op de vlucht is, en de twee vechten vanwege Zhao’s poging om Zuko te laten ombrengen. Echter, wanneer de wraakzuchtige Oceaan Geest, La, Zhao aanvalt en hem in het water probeert te sleuren, biedt Zuko Zhao zijn hand. Zhao weigert en wordt verdronken door de Oceaan Geest. Zuko en Iroh ontsnappen de Noordpool op een vlot.

### Boek 2: Aarde
Seizoen twee zou een reis van zelfontwikkeling en verandering worden voor Zuko. De uitkomsten van deze veranderingen zouden grote gevolgen kunnen hebben voor zowel zijn eigen toekomst als in die van vele andere personages in Avatar.

#### Verraden
Het seizoen opent op het drie jaar bestaan van Zuko’s ballingschap. Zuko is zoals altijd vastbesloten de Avatar te vangen en “terug te krijgen wat hij verloren heeft”. Wat hij echter niet weet is dat zijn vader zowel hem als Iroh tot verraders heeft verklaard vanwege hun acties tegen Zhao tijdens de belegering van de Noorder Waterstam. Hij heeft Zuko's zus Azula gestuurd om hen als gevangenen terug te brengen. Azula probeert hen te laten geloven dat Ozai hun ballingschap heeft beëindigd. Ondanks Irohs twijfels wil Zuko dit geloven en hij besluit mee te gaan. Azula’s verraad komt aan het licht wanneer het tweetal aan boord van haar schip wil gaan, wat resulteert in een gevecht waarin Iroh haar bewakers verslaat, terwijl Zuko kwaad naar zijn zus gaat. Zuko is geen partij voor Azula, die hem verslaat zonder dat Zuko haar maar kan raken. Azula maakt zich klaar om hem af te maken met een bliksemaanval, maar dan komt Iroh tussenbeide. Zij leidt de bliksem weg en ontsnapt met Zuko. Als een symbool van scheiding van hun familie en de Vuurnatie, snijdt het paar hun topknotjes af met de dolk die Iroh jaren geleden aan Zuko had gegeven.
Iroh en Zuko hebben al snel problemen met het leven van het land. Iroh neemt per ongeluk een giftige plant in en ze zijn gedwongen hulp te zoeken van een jonge Aarderijkse herbalist genaamd Song. Song probeert naar Zuko uit te reiken, maar hij houdt haar op afstand. Wanneer ze hem haar eigen litteken, veroorzaakt door de Vuurnatie, laat zien, is Zuko even sprakeloos. Desondanks steelt Zuko Songs struisvogelpaard wanneer hij en Iroh vertrekken, tegen Irohs protesten in.
De twee worden steeds wanhopiger en Zuko wordt kwaad als Iroh gedwongen is te bedelen voor geld. Nadat Iroh vernederd is, neemt Zuko opnieuw de identiteit van de Blauwe Geest aan en begint te stelen van kooplieden. Iroh, die bezorgd is om Zuko, praat met hem over zijn verdachte verrijkingen en zijn eer. Wanneer hij echter verdergaat en erop wijst dat zelfs het vangen van de Avatar niet zou helpen hun situatie te verbeteren, loopt Zuko weg. Als hij terugkomt, zegt hij dat ze niets meer kunnen door samen te reizen, en hun wegen scheiden zich.

#### Alleen
Zuko dwaalt door het Aarderijk. Ondanks zijn honger en gebrek aan voorraden besluit hij een jong stel niet te beroven, wanneer hij ziet dat de vrouw zwanger is. Uiteindelijk komt hij aan in een klein dorp dat belaagd wordt door een groep Aarderijk-soldaten. Zuko staat op tegen de soldaten en maakt zo indruk op een jongen genaamd Lee, die Zuko uitnodigt op de boerderij van zijn familie. Daar krijgt hij eten en onderdak. Hij brengt de dag door met het doen van klusjes en denkt daarbij aan zijn eigen, veel minder gelukkige kindertijd. Zuko gedraagt zich dan als een soort vervangende broer voor Lee, wiens oudere broer in de oorlog vecht. Hij geeft Lee zelfs een snelle les in het zwaardvechten wanneer deze interesse in de wapens toont. Voordat hij vertrekt, geeft Zuko Lee de dolk die hij van Iroh heeft gekregen.
Nadat Zuko het dorp verlaten heeft, komt Lee's moeder naar hem toe en vertelt hem dat de soldaten de familie kwamen lastigvallen en Lee meenamen toen deze hen met de dolk bedreigde. Omdat ze niemand heeft om haar te helpen, vraagt ze Zuko hem te redden. Zuko doet de soldaten af als simpele pestkoppen en verslaat de meeste met gemak, maar de leider is een Aardemeester en Zuko is niet in staat hem te verslaan met zijn zwaarden. Hij herinnert zijn moeders laatste woorden voor haar verdwijning, "Vergeet nooit wie je bent", en Vuurstuurt om zichzelf te redden. Hij kondigt zijn identiteit met trots aan in het dorp. Ondanks wat hij voor hen gedaan heeft, wijzen de mensen hem af, inclusief Lee die Zuko’s dolk weggooit en Zuko vertrekt met zijn dolk.

#### Reünie
Zuko volgt Azula's spoor, die op haar beurt op de Avatar en zijn gezelschap jaagt. Hij vindt Azula in een verlaten dorp waar zij en Aang op het punt staan te vechten en waarschuwt haar Aang aan hem over te laten. Ze negeert hem en ze beginnen een driewegsgevecht dat Azula domineert, door al Zuko’s aanvallen af te weren en hem knock-out te slaan. Gelukkig arriveren Aangs vrienden om hem te helpen, en Iroh die Zuko van ver af gevolgd is schiet hem te hulp. Met zijn zessen zetten ze Azula klem, die doet alsof ze zich overgeeft en dan Iroh aanvalt in een moment van afleiding, waarna ze ontsnapt. Zuko is woedend van verdriet over Irohs serieuze verwonding en eist kwaad dat Aang en zijn vrienden, die hun hulp aanbieden, hen alleen laten.
Nadat Zuko zelf voor Irohs wond zorgt, vraagt hij Iroh zijn training opnieuw op te pakken, zodat hij Azula kan verslaan. Iroh gaat akkoord en probeert Zuko te leren om bliksem te maken, maar Zuko’s innerlijke conflict voorkomt dat hij dit kan doen. In plaats daarvan, laat Iroh hem zien hoe hij bliksem kan wegleiden, maar weigert de vaardigheid te testen vanwege het gevaar. Zuko is ontevreden en beklimt een berg tijdens een storm, vastbesloten de taak te voltooien. Hij schreeuwt naar de storm en de wereld in het algemeen, dat er maar geen bliksem zal komen, totdat hij uiteindelijk, uitgeput instort, met een bittere traan in zijn oog.
Vervolgens belanden Zuko en Iroh aan de rand van de woestijn, waar ze het aan de stok krijgen met Xin Fu en Meester Yu, die denken de prijs te kunnen innen die op het hoofd van Zuko en Iroh staat. Gelukkig worden ze geholpen door de Orde van de Witte Lotus, waar Iroh lid van is. Zij helpen om Iroh en Zuko te laten ontsnappen, en regelen dat ze naar Ba Sing Se kunnen.

#### Naar Ba Sing Se
Zuko en Iroh reizen naar een woestijnoase waar Iroh contact maakt met een geheim genootschap waar hij lid van is: De Orde van de Witte Lotus. Zuko en Iroh ontdekken dat de Vuurnatie een grote premie op hun hoofd heeft geplaatst, maar de Witte Lotus helpt hen te premiejagers te ontduiken en verschaft hun de juiste documenten zodat Iroh en Zuko naar de hoofdstad van het Aarderijk, Ba Sing Se, kunnen gaan. Onderweg komen ze Jet tegen, die naar Ba Sing Se gaat om een nieuw leven te beginnen. Hij raakt bevriend Zuko, maar wanneer hij later ziet dat Iroh Vuursturen gebruikt om zijn thee te verwarmen, besluit Jet woedend om hen te ontmaskeren als Vuurmeesters.
Zuko en Iroh vinden een plaats om te wonen in Ba Sing Se, tot Zuko’s ongenoegen. Hij wil geen leven opbouwen in de “gevangenis” die Ba Sing Se voorstelt. Zuko en Iroh krijgen allebei een baan in een theehuis in Ba Sing Se als obers. Iroh zorgt er al snel voor dat de kwaliteit van de thee flink omhoog gaat, wat hem een beetje roem oplevert. Ondertussen onderneemt Jet verschillende pogingen om te bewijzen dat Zuko en Iroh Vuurmeesters zijn, maar deze mislukken. Uiteindelijk loopt een gefrustreerde Jet het theehuis binnen en daagt hen uit voor een gevecht, in de hoop dat een van hen zal Vuursturen uit zelfverdediging. Zuko neemt Jets uitdaging aan en de twee beginnen een lange, gelijke strijd totdat de Dai Li hen onderbreken. Verschillende getuigen zeggen dat Jets aanval op de medewerkers van het theehuis en Zuko totaal onterecht was, wat leidt tot Jets arrestatie.
Zuko blijft het moeilijk vinden om zich aan te passen aan het leven in Ba Sing Se. Dat is het best te zien aan zijn gespannen afspraakje met Jin, een jong meisje dat een vaste klant is in het theehuis waar Zuko werkt en een zwak voor hem heeft gekregen. Op het einde van hun afspraakje geeft ze een hint dat ze hem wil zoenen, maar die lijkt Zuko niet te begrijpen. Wanneer ze hem toch zoent, zoent hij terug, maar breekt het dan af en zegt alleen “Het is een lang verhaal.” Wanneer hij thuiskomt en Iroh vraagt hoe het ging, gaat Zuko meteen naar zijn kamer zonder antwoord te geven, maar na een paar seconden schuift hij de deur weer open en zegt zacht “Het was wel leuk.”

#### Tweesprong van het Lot
Zuko ontdekt dat Aang in de stad is wanneer hij een poster vindt die Aang en zijn vrienden gemaakt hebben om de vermiste Appa op te sporen. Zuko besluit zelf op zoek te gaan naar Appa en hem als aas voor Aang te gebruiken. In zijn vermomming als de Blauwe Geest dwingt hij een Dai Li agent hem te vertellen waar Appa is, en sluipt vervolgens de geheime basis van de Dai Li onder het Laogai Meer binnen. Daar vindt hij Appa in zijn cel, maar wordt opgewacht door Iroh. Iroh zegt hem op een ongewoon scherpe manier dat Zuko veel te roekeloos is en wijst erop dat Zuko niet nagedacht heeft wat hij gaat doen als hij Appa eenmaal in zijn bezit heeft. Hij probeert Zuko dan over te halen zijn zoektocht naar de Avatar op te geven, omdat dat het lot is dat zijn vader voor hem heeft bepaald, en dat hij zijn eigen weg moet volgen. Zuko schreeuwt van pijn en onzekerheid, maar laat Appa wel vrij. Wanneer ze het Laogai Meer verlaten, gooit hij zijn Blauwe Geestmasker in het meer.
Zodra Zuko en Iroh terugkeren naar hun appartement, stort Zuko in met een verschrikkelijke koorts. Iroh vertelt hem dat de grote strijd binnenin Zuko's geest over zijn toekomst en zijn lotsbestemming overgegaan is op zijn lichaam. Iroh vergelijkt deze tijd met een metamorfose en dat Zuko op het eind zal uitkomen als de persoon die hij werkelijk hoort te zijn. Zuko heeft een serie van dromen en hallucinaties, en in een van hen ziet hij zichzelf als de Vuurheer, zonder zijn litteken, waar een blauwe draak met de stem van Azula en een rode draak met de stem van Iroh hem verschillende adviezen geven (deze draken zijn gelijk aan degene die later te zien zijn in de aflevering “De Avatar en de Vuurheer” namelijk de blauwe draak van Vuurheer Sozin en de rode draak van Avatar Roku). Hij ziet ook beelden van zijn verdwenen moeder die hem om hulp smeekt. Uiteindelijk lijkt het of Zuko wakker wordt. Hij staat op en gooit water in zijn gezicht, maar als hij in de spiegel kijkt ziet hij dat hij Aangs kale hoofd en tatoeage heeft. Dan wordt Zuko echt wakker met een schreeuw van paniek en raakt onmiddellijk zijn gezicht aan. Zodra hij het litteken vindt, sluit hij zijn ogen en gaat weer slapen.
Daarna lijkt het alsof Zuko een positievere kijk op het leven in Ba Sing Se en het leven in het algemeen heeft gekregen. Hij is enthousiast over de opening van Irohs nieuwe theehuis en over de uitnodiging om naar het paleis van de Aardekoning te komen om hem thee te serveren. De uitnodiging is echter een val gezet door Azula die een overeenkomst heeft gesloten met de Dai Li om een staatsgreep op de Aardkoning te plegen. Iroh en Zuko slagen erin zich vrij te vechten, maar Zuko kiest ervoor te blijven en de strijd aan te gaan met Azula terwijl Iroh vlucht. Hij daagt Azula uit voor een Agni Kai, maar Azula slaat zijn uitdaging lachend af en laat de Dai Li hem arresteren en opsluiten in een grot met Katara. Daar spreekt Katara Zuko kwaad aan, terwijl hij stilzit en de woorden opneemt, totdat Katara zegt hoe de Vuurnatie haar moeder van haar afnam, iets wat Zuko ook heeft meegemaakt. De twee komen nader tot elkaar en Katara verontschuldigt zich. Ze legt uit dat Zuko’s gezicht in haar idee het gezicht van de vijand was, waardoor Zuko zijn litteken erkent en hoe het hem tekent. Katara biedt aan het litteken te genezen met het water uit de Geesten Oase en staat op het punt dit te doen als Iroh en Aang binnenstormen om hen te redden.
Ondanks dat hij veranderd is, houdt Zuko toch nog veel woede ten opzichte van Aang en de twee oude tegenstanders vliegen elkaar bijna aan, totdat Iroh Zuko vastgrijpt en Aang en Katara aanmoedigt hun vrienden te gaan helpen. Terwijl Katara en Aang de grot uitgaan, probeert Iroh opnieuw Zuko ervan te weerhouden zijn achtervolging in te zetten. Azula verschijnt samen met twee Dai Li agenten die Iroh vastzetten in kristal. Zowel Iroh en Azula proberen Zuko over te halen- Azula wil zijn hulp bij het vangen van de Avatar en Iroh smeekt hem om zijn eigen lotsbestemming te zoeken. Wanneer Azula vertrekt om tegen Aang en Katara te vechten, sluit Zuko zich later bij hen aan en besluit Azula te helpen door Aang aan te vallen, wat hij doet met waanzinnige woede. Verrassend genoeg, helpt Zuko zijn zus ook een aantal keren direct door haar te bevrijden toen Katara Azula gevangen had.
Op het einde van het gevecht, verschijnt Iroh ten tonele en hij dekt Katara en Aangs ontsnapping door de broer en zus en de Dai Li agenten af te weren tot ze veilig uit de grot zijn. Iroh laat zichzelf dan vangen en Azula en Zuko keren triomfantelijk terug naar het paleis van de Aardekoning. Zuko is plots weer onzeker over zichzelf en bekent dat hij er spijt van heeft Iroh verraden te hebben. Azula verwerpt dit en zegt tegen Zuko dat het Iroh was die hem verraden heeft. Ze spreekt dan het vertrouwen uit dat, Avatar of geen Avatar, Zuko zijn eer hersteld heeft. Maar Zuko lijkt nog steeds erg verward over de beslissing die hij genomen heeft.

### Boek 3: Vuur

#### Terug naar huis
Een aantal weken later, wanneer het schip de wateren van de Vuurnatie nadert, uit Zuko zijn angst over hoeveel er veranderd is en hoeveel hijzelf veranderd is. Ondanks de geruststellingen van Mai en het oorverdovende gejuich van de burgers van de Vuurnatie, is Zuko nog steeds onzeker over hoe zijn vader hem zal ontvangen en twijfelt zelfs of de Avatar wel echt dood is, een gevoel dat hij constant aan zijn zus uit. Als hij eindelijk terugkeert naar zijn vaders troonzaal, verwelkomt zijn vader hem terug met trots en erkenning en zegt dat Zuko zichzelf volledig vergeven heeft door de Avatar te doden. Zuko slaagt erin zijn verrassing te verbergen, want hij wist heel goed dat Azula die klap had toegebracht en niet hij.
Hoewel de valse bewering hem de vergeving geeft die hij zo lang wilde, vraagt Zuko zijn zus waarom ze hem de eer heeft gegeven. Azula beweert dat toen ze zag hoe bezorgd Zuko was over het niet hebben van de Avatar, ze besloot hem de eer te geven als vriendelijk gebaar om hem terug te betalen voor zijn deel in het veroveren van Ba Sing Se. Zuko weigert haar verklaring te geloven en beschuldigt haar van het hebben van een ander motief. Azula wijst hem er nonchalant op dat hem de glorie voor de dood van de Avatar geven niet veel voor haar kon doen, maar voegt daar sinister aan toe dat, als de Avatar nog zou leven, al die glorie snel in schaamte en dwaasheid zou veranderen. Ze verzekert Zuko dat hij zich geen zorgen hoeft te maken, want zoals hij zelf al zei, de Avatar kan het nooit overleefd hebben. Hiermee wenst de prinses haar broer een goede nacht, die diep in twijfel vertrekt.
Zuko was in het geheim op bezoek gegaan bij zijn oom in de gevangenis en beval de bewaker niets te zeggen. Iroh wilde echter niets van hem hebben en weigerde te luisteren naar Zuko’s beweringen dat hij een held had kunnen zijn. Tijdens een picknick met Mai, worden ze gestoord door Azula die Zuko waarschuwt ervoor te zorgen dat niemand merkt dat hij zijn oom bezoekt, omdat mensen anders zouden denken dat ze samenzweren, waarom ze hem dit zou vertellen is niet duidelijk. Na het bezorgen van een doos komodo-kip aan zijn oom, vertelt Zuko hem dat hij alles heeft wat hij altijd al wilde, maar dat het hem van binnen opeet dat hij weet dat de Avatar nog steeds leeft. Iroh weigert zijn neefje te adviseren. Zuko heeft dan een ontmoeting met een persoon die een tatoeage van een derde oog heeft (Explosie Man) en beveelt hem de Avatar te doden. Zuko gaat naar het strand op Ember Eiland met zijn vrienden in de aflevering “Het Strand”. Hij vertelt zijn vrienden dat hij niet weet wat goed is en wat slecht. Het maakt het ook kort uit met Mai, maar ze maken het alweer snel goed.

#### Familiegeschiedenis
In de aflevering "De Avatar en de Vuurheer", ontvangt Zuko een brief waarin staat dat hij de geschiedenis moest kennen van de dood van zijn overgrootvader. Hij vindt later een verborgen boodschap in de brief die hem naar de Drakenbotten catacomben leidt. Daar vindt Zuko een gedetailleerde geschiedenis over Vuurheer Sozin, zijn overgrootvader, maar die bevatte niet Sozins dood. In de war bezoekt Zuko opnieuw Iroh en vertelt hem dat de rol niets onthulde over de dood van zijn overgrootvader. Iroh, die degene is die de brief naar Zuko heeft laten brengen, onthult dat hoewel Vuurheer Sozin zijn vaders grootvader was, zijn ‘’moeders’’ grootvader Avatar Roku was. Hij zegt dat omdat Zuko zowel Roku's als Sozins bloed in zijn aderen heeft stromen, hij meer morele twijfels heeft dan de rest van de familie. (Vreemd genoeg heeft Azula hetzelfde bloed, maar zij lijkt dit innerlijke conflict niet te delen.) Iroh gelooft dat het Zuko’s lot is om balans en vrede in de wereld te herstellen. Zijn oom geeft hem Roku’s kroon die de Avatar ontving van Sozin als een afscheidscadeau toen ze tieners waren.

#### Zuko’s keuze
Zuko probeert te genieten van zijn leven als prins en gaat verder met zijn relatie met Mai. Hoewel de twee gelukkig zijn samen, begint Zuko weer te twijfelen wanneer hij ontdekt dat hij niet is uitgenodigd voor een grote oorlogsvergadering en Azula wel. Azula verzekert hem dat hij niet uitgenodigd is omdat het niet meer dan logisch is dat hij aanwezig moet zijn. Zuko heeft echter geen interesse en besluit niet te gaan. Tot zijn verrassing komt een bediende hem halen met het nieuws dat zijn aanwezigheid verwacht wordt: Vuurheer Ozai weigerde de vergadering te beginnen zonder dat zijn zoon aanwezig was. Na de vergadering vertelt Zuko aan Mai dat zijn vader hem aan zijn rechterzijde wilde, als zijn rechterhand. Echter, hoewel hij zich als de perfecte prins gedroeg, de zoon die zijn vader wilde, was hij niet zichzelf.
Tijdens de dag van de zonsverduistering schrijft Zuko een afscheidsbrief aan Mai en laat deze achter in haar slaapkamer. Hij verontschuldigt zich tegenover het portret van zijn moeder voor zijn fouten en pakt dan zijn zwaarden en vertrekt. Wanneer de zonsverduistering begint, bezoekt Zuko zijn vader in de ondergrondse bunker waar ze zich tijdens de verduistering verschuilen. Ozai is verrast wanneer Zuko zegt dat hij de waarheid komt vertellen en stuurt zijn bewakers weg.
Zuko onthult dat, in Ba Sing Se, Azula degene was die was de Avatar versloeg en niet hij. Wanneer Ozai vraagt waarom Azula zou liegen vertelt Zuko dat de Avatar nog leeft en waarschijnlijk de invasie leidt. Woedend eist Ozai dat Zuko uit zijn ogen verdwijnt, maar Zuko trekt zijn zwaarden en zegt dat hij geen bevelen van Ozai meer aanneemt; hij gaat zijn verhaal doen en zijn vader gaat luisteren. Ozai is razend maar is gedwongen te luisteren. Zuko vertelt dat hij al die tijd in de veronderstelling verkeerde dat hij zijn eer wilde, maar eigenlijk wilde hij het alleen maar goed doen in de ogen van zijn vader. Hij gaat verder door te zeggen dat Ozais Agni Kai met hem niet een les in respect was, maar gewoon een wrede daad. Ozai zegt dat Zuko niets heeft geleerd, maar Zuko zegt dat hij alles geleerd heeft. Als de wereld wil overleven, moet de Vuurnatie ophouden met angst en haat te verspreiden en een tijdperk van vrede beginnen. Ozai lacht hem uit en raadt dat Iroh hierachter zit. Zuko bevestigt dit.
Zuko gaat verder door te vertellen dat hij, na hun gesprek, Iroh uit de gevangenis zal bevrijden en hem om vergeving zal smeken. Iroh is een echte vader voor hem geweest zegt hij. Daarna zal hij zich aansluiten bij de Avatar om hem te helpen Ozai te verslaan. Zijn vader daagt hem uit hem nu te doden; hij is machteloos en Zuko heeft zwaarden. Zuko laat zich echter niet uitdagen en zegt dat Ozai verslaan het lot van de Avatar is. Wanneer hij wegloopt, noemt Ozai hem een lafaard omdat hij alleen durft te spreken tijdens de eclips. Hij daagt hem uit te blijven tot de eclips voorbij is, en vraagt of Zuko niet wil weten wat er met zijn moeder gebeurd is. Zuko stopt en besluit te blijven.
Ozia onthult dat Vuurheer Azulon inderdaad bevolen had dat Ozai zijn zoon moest doden. En Ozai zou het gedaan hebben, maar Zuko’s moeder kwam erachter en zwoer dat ze hem zou beschermen. Ursa wist dat Ozai de troon wilde en kwam met een plan waarin Ozai Vuurheer zou worden en Zuko zou blijven leven. Voor haar hoogverraad werd ze verbannen. Op dat moment loopt de zonsverduistering ten einde en Ozai vuurt onmiddellijk een bliksem op Zuko af. Zuko is echter voorbereid en slaagt erin de bliksem terug te sturen naar zijn vader. Tegen de tijd dat Ozai zicht heeft hersteld, is Zuko al verdwenen.
Zuko stormt de gevangenis binnen, maar inmiddels is Iroh al in zijn eentje ontsnapt. Wanneer Aang en zijn vrienden vluchten naar de Westelijke Luchttempel zet Zuko, met een gestolen Vuurnatie Ballon, de achtervolging op de Avatar opnieuw in, ditmaal voor betere redenen.

#### Aansluiting bij de Avatar
Eenmaal aangekomen bij de Westelijke Luchttempel, oefent Zuko hoe hij de Avatar het beste kan benaderen. Hij probeert te bedenken hoe Iroh en Azula het zouden aanpakken, maar ontdekt al snel dat dit niet werkt. Uiteindelijk gaat hij de confrontatie aan met Aang, Sokka, Katara en Toph en biedt aan Aang Vuursturen te leren. Tijdens zijn verontschuldigingen flapt hij er per ongeluk uit dat hij "Explosie Man" achter hen aan gestuurd heeft, waardoor ze hem niet meer vertrouwen en hem wegsturen.
Die avond komt Toph, die weet dat Zuko oprecht was tijdens zijn excuses, langs maar Zuko schrikt en vuurstuurt instinctief. Hij brandt Tophs voeten en ze vlucht weg. Gefrustreerd vraagt Zuko zich af, waarom hij zo slecht is in goed zijn.
Wanneer Explosie Man, Aangs groep vindt duwt Zuko hem aan de kant, waardoor zijn aanval mist. Zuko beveelt hem te stoppen; hij wil de Avatar niet meer dood. Explosie Man weigert en duwt Zuko van een klif, maar hij weet nog net een wortel vast te grijpen.
Nadat Explosie Man zichzelf heeft opgeblazen trotseert Zuko de groep opnieuw. Hij zegt dat hij geleerd heeft dat niemand je je eer kan geven, maar dat je zoiets zelf verdient door het juiste te kiezen. Hij biedt ook zijn excuses aan aan Toph en legt uit dat vuur gevaarlijk is wanneer het niet goed beheerst wordt. Aang herkent hierin zijn eigen fout toen hij voor het eerst probeerde te Vuursturen en per ongeluk Katara verbrandde. Hij stemt toe dat Zuko zijn leraar Vuursturen wordt. Maar voordat Zuko bij de groep kan horen, wil Aang eerst horen wat Toph, Sokka en Katara ervan vinden. Toph zegt ja, en Sokka zegt dat hij alleen maar geïnteresseerd is het verslaan is van de Vuurheer. Katara denkt eerst na voordat ze een besluit neemt. Uiteindelijk stemt ze toe. Later wijst Sokka Zuko zijn kamer, maar geeft wel toe dat dit "vreemd voelt". Zuko pakt zijn spullen uit, en zet een portret neer van Iroh. Katara komt binnen en maakt Zuko duidelijk dat zij denkt dat Zuko alleen maar doet alsof hij goed is. Ze zegt dat als hij ook maar een klein stapje terugvalt, zij hem persoonlijk zal doden.
Zuko wint veel vertrouwen van de groep door op speciale missies te gaan met Sokka en Katara. Met Sokka ging hij naar de meest streng bewaakte gevangenis van de vuurnatie om Suki en Hakoda te bevrijden. Met Katara ging hij op zoek naar Yon Rha, de soldaat die haar moeder doodde. In de laatste afleveringen verslaat Zuko samen met Katara Azula en voorkomt zo dat zij tot Vuurheer wordt gekroond. In de laatste aflevering wordt Zuko tot de jongste Vuurheer ooit gekroond en beëindigt hij de oorlog.

Na de oorlog
Nadat hij vuurheer werd begon hij met het zoeken naar zijn moeder, maar dit bleek niet te werken. Ook haalde hij alle generalen die loyaal waren van Ozai weg uit hoge posities.

## Koninklijke familie van de Vuurnatie
Personen in geel zijn tot Vuurheer gekroond
|     |     |     |     |         |         |         |         | Roku    | Roku    | Roku | Roku | Roku            | Roku            |                 |                 |                 |                 |       |       |       |       |  |  | Sozin  | Sozin  | Sozin  | Sozin  | Sozin  | Sozin  |  |  |  |  |  |  |  |  |  |  |  |  |
|     |     |     |     |         |         |         |         | Roku    | Roku    | Roku | Roku | Roku            | Roku            |                 |                 |                 |                 |       |       |       |       |  |  | Sozin  | Sozin  | Sozin  | Sozin  | Sozin  | Sozin  |  |  |  |  |  |  |  |  |  |  |  |  |
|     |     |     |     |         |         |         |         | ?       | ?       | ?    | ?    | ?               | ?               |                 |                 | Ilah            | Ilah            | Ilah  | Ilah  | Ilah  | Ilah  |  |  | Azulon | Azulon | Azulon | Azulon | Azulon | Azulon |  |  |  |  |  |  |  |  |  |  |  |  |
|     |     |     |     |         |         |         |         | ?       | ?       | ?    | ?    | ?               | ?               |                 |                 | Ilah            | Ilah            | Ilah  | Ilah  | Ilah  | Ilah  |  |  | Azulon | Azulon | Azulon | Azulon | Azulon | Azulon |  |  |  |  |  |  |  |  |  |  |  |  |
|     |     |     |     |         |         |         |         |         |         |      |      |                 |                 |                 |                 |                 |                 |       |       |       |       |  |  |        |        |        |        |        |        |  |  |  |  |  |  |  |  |  |  |  |  |
|     |     |     |     |         |         |         |         |         |         |      |      |                 |                 |                 |                 |                 |                 |       |       |       |       |  |  |        |        |        |        |        |        |  |  |  |  |  |  |  |  |  |  |  |  |
|     |     |     |     |         |         |         |         | Ursa    | Ursa    | Ursa | Ursa | Ursa            | Ursa            |                 |                 | Ozai            | Ozai            | Ozai  | Ozai  | Ozai  | Ozai  |  |  | Iroh   | Iroh   | Iroh   | Iroh   | Iroh   | Iroh   |  |  |  |  |  |  |  |  |  |  |  |  |
|     |     |     |     |         |         |         |         | Ursa    | Ursa    | Ursa | Ursa | Ursa            | Ursa            |                 |                 | Ozai            | Ozai            | Ozai  | Ozai  | Ozai  | Ozai  |  |  | Iroh   | Iroh   | Iroh   | Iroh   | Iroh   | Iroh   |  |  |  |  |  |  |  |  |  |  |  |  |
|     |     |     |     |         |         |         |         |         |         |      |      |                 |                 |                 |                 |                 |                 |       |       |       |       |  |  |        |        |        |        |        |        |  |  |  |  |  |  |  |  |  |  |  |  |
|     |     |     |     |         |         |         |         |         |         |      |      |                 |                 |                 |                 |                 |                 |       |       |       |       |  |  |        |        |        |        |        |        |  |  |  |  |  |  |  |  |  |  |  |  |
| Mai | Mai | Mai | Mai | Mai     | Mai     |         |         | Zuko    | Zuko    | Zuko | Zuko | Zuko            | Zuko            |                 |                 | Azula           | Azula           | Azula | Azula | Azula | Azula |  |  | Lu Ten | Lu Ten | Lu Ten | Lu Ten | Lu Ten | Lu Ten |  |  |  |  |  |  |  |  |  |  |  |  |
| Mai | Mai | Mai | Mai | Mai     | Mai     |         |         | Zuko    | Zuko    | Zuko | Zuko | Zuko            | Zuko            |                 |                 | Azula           | Azula           | Azula | Azula | Azula | Azula |  |  | Lu Ten | Lu Ten | Lu Ten | Lu Ten | Lu Ten | Lu Ten |  |  |  |  |  |  |  |  |  |  |  |  |
|     |     |     |     |         |         |         |         |         |         |      |      |                 |                 |                 |                 |                 |                 |       |       |       |       |  |  |        |        |        |        |        |        |  |  |  |  |  |  |  |  |  |  |  |  |
|     |     |     |     | Izumi   | Izumi   | Izumi   | Izumi   | Izumi   | Izumi   |      |      | ?               | ?               | ?               | ?               | ?               | ?               |       |       |       |       |  |  |        |        |        |        |        |        |  |  |  |  |  |  |  |  |  |  |  |  |
|     |     |     |     | Izumi   | Izumi   | Izumi   | Izumi   | Izumi   | Izumi   |      |      | ?               | ?               | ?               | ?               | ?               | ?               |       |       |       |       |  |  |        |        |        |        |        |        |  |  |  |  |  |  |  |  |  |  |  |  |
|     |     |     |     |         |         |         |         |         |         |      |      |                 |                 |                 |                 |                 |                 |       |       |       |       |  |  |        |        |        |        |        |        |  |  |  |  |  |  |  |  |  |  |  |  |
|     |     |     |     |         |         |         |         |         |         |      |      |                 |                 |                 |                 |                 |                 |       |       |       |       |  |  |        |        |        |        |        |        |  |  |  |  |  |  |  |  |  |  |  |  |
|     |     |     |     | Iroh II | Iroh II | Iroh II | Iroh II | Iroh II | Iroh II |      |      | Izumi's dochter | Izumi's dochter | Izumi's dochter | Izumi's dochter | Izumi's dochter | Izumi's dochter |       |       |       |       |  |  |        |        |        |        |        |        |  |  |  |  |  |  |  |  |  |  |  |  |

De ouders van Ursa zijn Jinzuk en Rina en de vrouw van Roku heet Ta Min